# Ильгамов, Марат Аксанович
Марат Аксанович Ильгамов (род. 8 апреля 1934, Ярлыкапово, Абзелиловский район, Башкирская АССР, РСФСР, СССР) — советский механик, доктор физико-математических наук (1970), профессор, член-корреспондент РАН (1991), академик Академии наук Республики Башкортостан с 1998 года.

## Биография
Марат Аксанович Ильгамов родился 8 апреля 1934 года, в деревне Ярлыкапово Абзелиловского района БАССР. Дед, Ильгам Тахаутдинов, был муллой. В его семье было семеро детей. Отец — Аксан Ильгамович Ильгамов, мать — Фатима. В семье было шесть сыновей и четыре дочери. Марат был десятым ребёнком.
В 1957 году он окончил Уфимский авиационный институт.
По окончании института с 1957 года 2 года работал на Уфимском приборостроительном заводе, затем младшим, старшим научным сотрудником, заведующим лабораторией (1971—1983). В 1979 году Ильгамов работал три месяца в Англии, в университетах Массачусетса и Принстона.
С 1989 по 1991 годы Ильгамов — заместитель директора Физико-технического института АН СССР и одновременно заместитель председателя Президиума Казанского филиала АН СССР: заместитель директора Физико-технического института (1989—1991), директор Института механики и машиностроения (1991—1996) Казанского научного центра РАН.
В 1996 году Ильгамов избирается Вице-президентом, в 2004 — президентом (2004—2006) Академии наук РБ. Одновременно он — заместитель председателя Президиума УНЦ РАН (1996—2005); советник РАН (с 2005 г.), советник президента АН РБ (с 2006 г.). Одновременно с 1996 г. научный руководитель Института механики и машиностроения КНЦ РАН, заведующий лабораторией Института механики УНЦ РАН, с 2001 г. заведующий кафедрой Башкирского государственного университета. Главный редактор Башкирской энциклопедии (с 1998 г.).

## Научная деятельность
Научные интересы М. А. Ильгамова: механика твёрдого тела, аэрогидроупругости, оболочек. Ильгамов создал теорию взаимодействия тонкостенных конструкций с жидкостью и газом.
Ильгамов организовал лабораторию теории взаимодействия тонкостенных конструкций с рабочими средами, создал научную школу по аэро и гидроупругости. Аналитические и численные методы, разработанные М. А. Ильгамовым, применяются при расчётах тонкостенных оболочек, анализе динамических явлений в трубопроводах и рабочих процессов в двигателях летательных аппаратов.
Под руководством М. А. Ильгамова проведены исследования оболочек в потоке жидкости и газа, применены методы физического и численного эксперимента и качественного анализа, изучены колебательное движение жидкости около поверхностей, совершающих движение в режиме бегущей волны, были созданы экспериментальные модели волновых движителей, определены их средние скорости и средняя тяга.

### Ученики
Среди учеников Ильгамова 15 докторов и 45 кандидатов наук.

### Работы
Автор более 200 научных работ, в том числе 9 монографий, в том числе:
- Studies in Nonlinear Aeroelasticty. New York-London-Tokyo: Springer-Verlag, 1988 (coauthor).
- Неотражающие условия на границах расчетной области. М.: Физматлит, 2003 (соавтор).
- Ильгамов М. А. Колебания упругих оболочек, содержащих жидкость и газ. М.: Наука. 1969. 182 с.
- М. А. Ильгамов, В. А. Иванов, Б. В. Гулин Прочность, устойчивость и динамика оболочек с упругим заполнителем. — М.: Наука. 1977. 332 с.
- М. А. Ильгамов, В. А. Иванов, Б. В. Гулин Расчет оболочек с упругим заполнителем. — М.: Наука. 1987. 264 с.
- M. A. Ilgamov, E. H. Dowell Studies in Nonlinear Aeroelasticity. — New-York-London — Tokyo: Springer-Verlag. 1988. 456 p.
- М. А. Ильгамов Введение в нелинейную гидроупругость. — М.: Наука. 1991. 200 с. (Пер. на кит. яз., 1994).
- М. А. Ильгамов Статические задачи гидроупругости. — Казань: ИММ РАН. 1994. 208 с.
- M. A. Ilgamov Static Problems of Hydroelasticity. — Moscow: Nauka. Fizmatlit, 1998. — 208 p.
- М. А. Ильгамов Профессор Х. М. Муштари. — М.: Наука. Физматлит, 2001. 192 с.
- Ильгамов М. А., Гильманов А. Н. Неотражающие условия на границах расчетной области. — М.: Наука. Физматлит, 2003. 240 с.
- Нигматулин Р. И., Аганин А. А., Ильгамов М. А., Топорков Д. Ю. Искажение сферичности парового пузырька в дейтерированном ацетоне. // ДАН. 2006. Т.408. № 6. С.767—771.
- Аганин А. А., Ильгамов М. А., Топорков Д. Ю. Влияние вязкости жидкости на затухание малых искажений сферической формы газового пузырька. // ПМТФ. 2006. Т.47. № 2. С.30—39.
- Ильгамов М. А., Федяев В. Л. Перемещение деформируемого эллипсоида в маловязкой жидкости. // Труды Института механики УНЦ РАН, 2003. С. 142—163.
- Ильгамов М. А., Федяев В. Л. О движении деформируемого твердого тела в вязкой несжимаемой жидкости. // Российский журнал биомеханики. Том 7. № 1. 2003. С. 90—106.
- Ильгамов М. А., Якупов Р. Г. Сильный изгиб трубопровода // Изв. АН. Механика твердого тела, № 6, 2003. С. 109—116.
- Ильгамов М. А., Смородов Е. А., Галиахметов Р. Н. Физика и химия кавитации. — М.: Наука, 2008. 228 с.
- Ilgamov M. A., Aganin A. A., Guseva T. S. Distortion of the spherical shape of a bubble under strong enlargement-compression // Fifth International Symposium «HIGH DYNAMIC PRES-SURE» Saint-Malo, France, June 23-27, 2003, CEA, Vol.2, pp. 417—429.

## Звания и награды
- Лауреат Государственной премии РБ в области науки и техники (2003 и 2015)
- Орден «Знак Почёта» (1976)
- Орден Дружбы (1995)
- Орден Салавата Юлаева (2004)